# الكرد في روسيا
يشكل الكرد في روسيا (بالروسية: Курды в России) (بالكردية: کوردانی ڕووسیا، Kurdên Rusyayê)‏ جزءًا كبيرًا من سكان الكُرد المهمين تاريخيًا في منطقة ما بعد الاتحاد السوفيتي، ولديهم علاقات وثيقة مع المجتمعات الكردية في القوقاز و‌آسيا الوسطى. سجل الإحصاء الروسي لعام 2010 ما مجموعة 63،818 من الكُرد الذين يعيشون في روسيا.